# Tak to się teraz robi
Tak to się teraz robi (ang. The Switch, 2010) – amerykański film. Komedia romantyczna w reżyserii Josha Gordona i Willa Specka w rolach głównych Jennifer Aniston i Jason Bateman. Film został zrealizowany na podstawie opowiadania pt. Baster Jeffreya Eugenidesa.

## Opis fabuły
Singielka Kassie Larson (Jennifer Aniston) postanawia zajść w ciążę korzystając z zapłodnienia in vitro. Jej najlepszy przyjaciel Wally Mars (Jason Bateman) stanowczo się temu sprzeciwia. Kobieta ma na ten temat inne zdanie i jest gotowa skorzystać z nasienia Rolanda (Patrick Wilson). Pijany Wally, który potajemnie kocha się w Kassie przez przypadek pozbył się plemników dawcy w strachu przed przyjaciółką zastąpił je swoimi.
Po siedmiu latach Kassie wraca do Nowego Jorku wraz ze swoim synem Sebastianem (Thomas Robinson). Podczas pobytu rodzi się więź między ojcem a synem dlatego Wally postanawia wyjawić prawdę.

## Obsada
- Jennifer Aniston jako Kassie
- Jason Bateman jako Wally
- Thomas Robinson jako Sebastian
- Jeff Goldblum jako Leonard
- Patrick Wilson jako Roland
- Juliette Lewis jako Debbie
- Scott Elrod jako Declan
- Todd Louiso jako Artie
- Caroline Dhavernas jako Pauline
- Bryce Robinson jako starszy Sebastian
- Diane Sawyer jako ona sama